# 須永ちえり
須永 ちえり（すなが ちえり、9月12日 - ）は、日本のタレント、女優。

## 人物
- 東京都出身[1]
- 初舞台は中学生
- 山﨑祐世で活動していたがネクストプロモーション移籍時に[2]須田倖代に改名、MACH[3]に移籍時に現芸名、須永ちえりに改名
- プロレスラーのDIVA時には、 SEXY HONEY SACHIYO
- イッツフォーリーズ[4]出身。
- 特技・趣味：ダンス（JAZZ、HIPHOP 他）、空手、ネイル
- 異色肌ギャル 黄色
- 3代目週刊大衆居酒屋イメージガール グランプリ
- 2代目ミス週刊実話WJガール グランプリ

## 出演

### TV

#### 日本テレビ
- それって！実際どうなの課[5]
- ジェネレーションジャングル
- 行列のできる法律相談所
- 踊る!さんま御殿!!

#### フジテレビ
- 十津川警部夫人の事件簿 - アンティークショップ店員 役
- こたえてちょーだい - 再現VTR
- ペケ×ポン - 再現VTR

#### TBS
- 金曜日のスマたちへ - 再現VTR OL 役
- ビートたけしのやってはいけない - 再現VTR 仲居 役
- 世界バリバリバリュー - 再現VTR
- 逢わせ屋4 - 再現VTR 保母 役 他
- スパスパ人間学!
- ガチンコ!

#### テレビ朝日
- 決定！これが日本のベスト100 レポーター
- 芸能界やめますか？それとも××しますか？
- お願い!ランキング
- タモリ倶楽部 - 「空耳アワー」 再現VTR
- 奇跡の生還者たち～芦屋市幼児誘拐 - 記者 役

#### NHK
- インタラクティブゾーン

#### TVK
- 歌歩き、食べ歩き - レポーター

#### WOWOW
- 愛と資本主義

### 舞台

#### ミュージカル
- それいけ!アンパンマン 勇気の花 - 主演：アンパンマン 役（一年間公演出演 イッツフォーリーズ）
- 劇団女神座  第2回公演『CHOCOLATE PANIC!』ペネロペ役（2007年12月6日～9日 千本桜ホール）

#### ダンス公演
- K.TABATA DANCE COMPANY公演

他公演多数出演

### 映画
- N紫の天使　秘書役
- 常葉の下で〜マジャライン〜 山田役
- diner (2019年7月5日 ワーナー・ブラザース映画)
- クソ野郎と美しき世界（2018年4月6日 新しい地図）
- 龍帝 蒼梟役（2016年10月15日 龍帝プロジェクト）
- ムーンライト・ジェリーフィッシュ 看護婦役 （2004年 PONY CANYON）
- 炎と氷 ホステス役(2004年12月25日 GPミュージアムソフト）
- 他

### 雑誌・新聞
- 週刊実話
- 週刊ポスト
- ニッカンスポーツ
- スポーツ報知
- サンケイスポーツ
- スポーツニッポン
- 東京スポーツ
- 夕刊フジ
- 週間大衆 ソログラビア掲載（2019/3/18号）
- 実話ナックルズ（2017年９月号、2018年２月号）
- 日刊ゲンダイ
- 週刊プロレス
- 週刊ゴング
- ベストマガジン
- TOKYO☆1週間
- Ｓａｉｔａ
- ファッション販売
- アームズマガジン
- 他

### DVD
山崎祐世 名義
- 透け…乳首(2009年10月29日 オルスタックソフト販売)
- 競ドル！(2009年1月30日 アットピュア)
- ラバーアイドルSP(2009年2月27日 アットピュア)
- アイドルMIXプロレス(2009年3月13日アットピュア)
- ビーチボールイメージ(2009年3月27日 アットピュア)

須田倖代 名義
- cotton(2011年11月15日 SWAPレーベル）

須永ちえり 名義
- グラドル自撮り動画集～おうちグラビア！（2020年8月25日、CLASSICA）他出演：岩本和子、加藤圭子、雨宮奈生、釘町みやび、来栖うさこ、北見えり、美東澪、ほしのうめ、白葉まり、国友愛佳、大門みやこ、柚月彩那

### WEB
- ＶＲ apartmens Days！act1（FANTASTICA 2019年7月19日)
- ＶＲ apartmens Days！act2（FANTASTICA 2019年7月26日)
- 脱衣凸#9[6](2016年3月10日）
- MJ de NIGHT #9(2016年3月10日）
- 東京要人モデル
- もっこりTV
- 清純
- 究極ｱｲﾄﾞﾙﾏﾆｱ
- 大人の究極IDOL
- ～Girls Like You～
- ダイナマイトチャンネル
- コスプレアイドル♀楽園、
- お姉さん★セクシーCLUB露天風呂でSEXY温泉デート

### プロレス
- リッキーフジ専属DIVA“SEXY HONEY SACHIYO”(WMF）
- 覆面MANIA5 DIVAモニカ
- チョコボール向井選手DIVA・バックダンサー

他

### ラジオ
- 千葉チューセッツの生ズボ
- 世田谷ＦＭ リッキーフジ ﾊﾟｰｿﾅﾘﾃｨﾚｷﾞｭﾗｰ（終了）

### CM
- 48Hハリウッドミラクルダイエットジュース
- 世田谷FMラジオドラマCM

他

### Vシネマ
- 行動隊長伝 血盟　仲居役（2003年 行動隊長伝 血盟 製作委員会）
- 聖女～ダブルフェイス　ホステス役（2004年 ）
- パセリ　みくちゃんの母親役（2005年 アートポート）
- 最後の博徒　ホステス役

他

### MV・VP
- どついたるねん『おならぷーぷーセッション』(2017年 KING RECORDS）
- キリン 一番絞り
- シチズン 腕時計

### イベント
- REALISE ファッションショー（2019年10月6日）
- TORTURE GARDEN「P.P.CRYSTAL」（2019年3月16日）
- ナックルズナイト（2017年12月4日 新宿ロフトプラスワン）
- BODY LINE 一日店長（2018年5月3日 原宿BODYLINE）
- 撮影会多数
- 07'ＳＡＮＹＯﾌﾞｰｽﾓﾀｰｼｮｺﾝﾊﾟﾆｵﾝ、
- 本庄ﾚｰｽ6耐ﾚｰｽｸｨｰﾝ
- Ｓ耐ﾚｰｽｸｨｰﾝ
- OTAふれあいフェスタMC

### その他
- 渋谷 ATOM GOGOダンサー
- Miss Touch　デビュー曲他振付
- アイドルユニットイベント用振り付け

## 出演（異色肌ギャル）

### TV
- お願い!ランキング（2017年10月4日放送 テレビ朝日）
- 有吉ジャポン（2017年11月3日放送 TBS）
- メレンゲの気持ち(2018年2月3日放送 日本テレビ）
- 行列のできる法律相談所 （2018年4月8日放送 日本テレビ）
- NHK WORLD（2018年2月 NHKワールドJAPAN）
- BS 東京ミーム(2018年 BS−TBS)
- ドイツ放送局（2018年）
- 最新トレンドランキング リア10 それって古くないっ？(2019年2月16日放送 TBS）
- それって！実際どうなの課(2019年9月2日放送 日本テレビ)
- 水曜日のダウンタウン(2019年11月6日放送 TBS)
- 正月千鳥(2021年1月3日放送 日テレ 中京テレビ)

### 映画
- クソ野郎と美しき世界（2018年4月6日公開 新しい地図）

### ラジオ
- 大竹まことゴールデンラジオ(2017年11月1日放送 文化放送）

### CM
- SEGA VRZONE SHINJUKU[7]異色肌ギャルコラボ（2017年11月）
- Zenly [8]スマホアプリ(2018年8月31日公開）

### MV
- GENERATIONS 『BIG CITY RODEO』(2017年10月25日 rhythm zone）

### 雑誌・新聞
- 週刊新潮(2017年7月20日号）
- 日経ＭＪ（2017年10月23日発売）

他								

### WEB
- GIFMAGAZINE×異色肌ギャル[9]

### 企業
- BODYLINE×異色肌ギャル コラボウィッグ

### イベント
- カブハロ(2017年10月20日）
- 渋谷ATOM GOGOダンサー